# 益田一正
益田 一正（ますだ かずまさ、生没不詳）は、戦国時代の武将。尾張国出身。阿波一宮城主。海部城主。
父は蜂須賀家の家臣である益田持正。弟は撫養城主の益田正忠。姉は蜂須賀正勝の正室である大匠院（まつ）。息子に海部騒動を引き起こした益田長行（徳島藩家老）がいる。

## 生涯
尾張国蜂須賀村で生まれる。父は蜂須賀正勝に仕えた益田持正。
蜂須賀家政が阿波国へ入った際、父の持正は一宮城主となり、後に一正が一宮城主を継いだ。ただし、『徳島県史』などでは一正が一宮城の最初の城主だとしており、諸説ある。
その後、海部城主であった中村重勝が大西城へ移ったため、一正が海部城主となる。一宮城は息子の益田長行が城主となった。また、一正が海部城主を退いた後も、長行が海部城主を引き継いでいる。長行は独立を企み失脚・幽閉、その怨みから蜂須賀忠英を訴えて海部騒動を引き起こした。

## 系譜
- 父：益田持正
- 子：益田長行